# Ligne U5 du métro de Munich
La ligne U5 du métro de Munich, est une ligne longue de 15,435 kilomètres, dont 6,3 kilomètres de section commune avec la ligne U4, du métro de Munich.

## Caractéristiques

### Ligne
La ligne U5 est longue de 15,435 kilomètres, dont 6,3 kilomètres de tronc commun avec la ligne U4,.

### Liste des stations
La ligne comporte 18 stations :
|  |   |  | Station              | Secteur | Correspondances.   |
|  | - |  | -------------------- | ------- | ------------------ |
|  | ■ |  | Laimer Platz         |         |                    |
|  | • |  | Friedenheimer Straße |         |                    |
|  | • |  | Westendstraße        |         |                    |
|  | • |  | Heimeranplatz        |         |                    |
|  | • |  | Schwanthalerhöhe     |         |                    |
|  | • |  | Theresienwiese       |         |                    |
|  | • |  | Munich-Hauptbahnhof  |         |                    |
|  | • |  | Karlsplatz (Stachus) |         |                    |
|  | • |  | Odeonsplatz          |         |                    |
|  | • |  | Lehel                |         |                    |
|  | • |  | Max-Weber-Platz      |         |                    |
|  | • |  | Ostbahnhof           |         | Gare de Munich-Est |
|  | • |  | Innsbrucker Ring     |         |                    |
|  | • |  | Innsbrucker Ring     |         |                    |
|  | • |  | Michaelibad          |         |                    |
|  | • |  | Quiddestraße         |         |                    |
|  | • |  | Neuperlach Zentrum   |         |                    |
|  | • |  | Therese-Giehse-Allee |         |                    |
|  | • |  | Neuperlach Süd       |         |                    |